# Шарма, Двиджен
Двиджен Шарма (бенг. দ্বিজেন শর্মা; 29 мая 1929 — 15 сентября 2017) — бангладешский натуралист и писатель.

## Биография
Шарма родился в небольшом посёлке в округе Маулвибазар в семье сельского врача. В детстве он любил посещать леса и изучать их.
Он получил степень бакалавра в Городском университете Калькутты и степень магистра ботаники в Университете Дакки. C 1962 по 1974 год Двиджен работал в Нотр-Дамском колледже в Дакке. Затем он переехал в Москву для работы в издательстве «Прогресс» в качестве переводчика.
Вернулся в Бангладеш в 2000 году и присоединился к проекту Banglapedia (Национальная энциклопедия Бангладеш) Азиатского общества в качестве редактора и переводчика по биологии. Он занимал пост вице-президента Азиатского общества в течение 3 лет. Энциклопедия флоры и фауны Бангладеш в 56 томах была опубликована обществом, когда он был президентом издательского комитета.
Двиджен Шарма — автор более 30 книг.

## Личная жизнь
Был женат на Дави Шарма, профессоре Центрального женского университета Дакки. У супругов есть сын и дочь.

## Награды
- Kudrat-i-Khuda Gold medal
- Bangla Academy Literary Award (1987)
- Nature Preservation Award (2011)[4]
- M Nurul Qader Children’s Literature Award
- Экушей Падак (2015) — вторая по престижности гражданская награда Народной Республики Бангладеш[5]